# Sebuzín (stacja kolejowa)
Sebuzín – stacja kolejowa w Uściu nad Łabą, w dzielnicy Sebuzín, w kraju usteckim, w Czechach. Znajduje się na wysokości 160 m n.p.m.
Jest zarządzana przez Správę železnic. Na stacji nie ma możliwości zakupu biletów, a obsługa podróżnych odbywa się w pociągu.

## Linie kolejowe
- 072 Lysá nad Labem - Ústí nad Labem západ